# George Morris
George Lovett Kingsland Morris (New York, 14 novembre 1905 – Stockbridge, 26 giugno 1975) è stato un pittore statunitense.
Presidente del gruppo American Abstract Artists negli anni '40, debuttò a New York nel 1945 con arte astratta in bronzo che riprendeva dal cubismo.